# Benimarfull
Benimarfull es una pequeña población de la Comunidad Valenciana, España, situada en el norte de la provincia de Alicante, en la comarca del Condado de Cocentaina. Antiguamente era denominada como Baños de Benimarfull. Cuenta con una población de 447 habitantes (INE 2024).

## Geografía

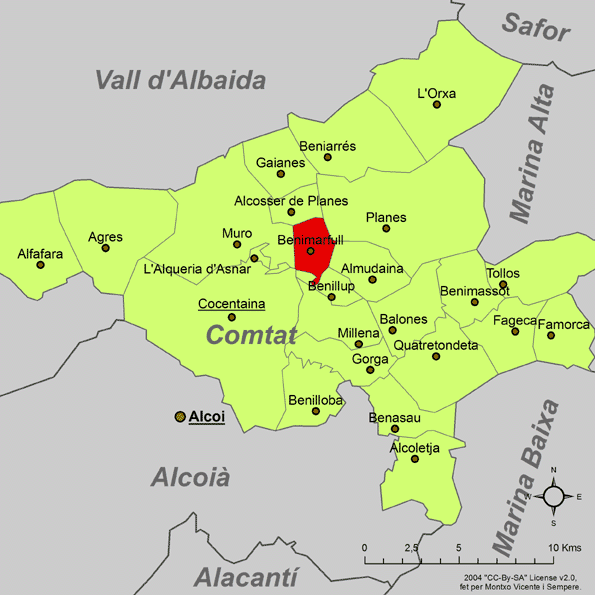
Localización de Benimarfull respecto al Comtat

Está situada en la carretera CV-700 que discurre entre Alfafara, Pego y Vergel atravesando todo el Valle de la Gallinera, el valle de las cerezas. Tiene buena comunicación con Alicante y Valencia mediante la Autovía A-7.
El término está atravesado por los barrancos del Sofre, del Benimarfull y del Albacar, todos afluentes del Serpis.

### Localidades limítrofes
Su término municipal limita con los de Alcocer de Planes, Almudaina, Benillup, Cocentaina, Muro de Alcoy y Planes.

## Historia
El topónimo Benimarfull, de origen árabe, significaría al parecer "hijo de la fuente amarga". A mediados del siglo XIII el lugar fue conquistado a los musulmanes por Jaime I de Aragón e incorporado al Reino de Valencia. Desde mediados del siglo XV, pasó a formar parte del señorío de Guadalest. En 1574 el patriarca Juan de Ribera mandó crear la rectoría de moriscos Benimarfull-Benillup, el document de creación de la cual es el primero en el que aparece el topónimo Benimarfull.
En 1602 estaba habitado por 29 familias de moriscos y en 1609, como consecuencia de su expulsión, se deshabitó completamente; el lugar fue entonces repoblado por 4 familias de cristianos procedentes del vecino poblado de Lorcha. El 13 de agosto de 1611, el IV marqués de Guadalest, Sancho Ruiz de Lihouri Folch Borja Cardona, otorgó carta puebla a Benimarfull. En 1663 la parroquia se separó de la de Benillup.

## Geografía humana

### Demografía
Cuenta con una población de 447 habitantes (INE 2024).
| Gráfica de evolución demográfica de Benimarfull entre 1842 y 2021                                                     |
| |
| Población de derecho según los censos de población del INE. Población de hecho según los censos de población del INE. |

### Economía
La economía, fundamentalmente agrícola, se basa en el cultivo de secano: cereza para la denominación de origen "Montaña de Alicante" y oliva para la Denominación de origen "Aceite virgen de oliva Mariola". También existe una importante empresa productora de Plantas Aromáticas, Especias, Infusiones y Tés procedentes de la agricultura ecológica, denominada Herbes del Molí y que comercializa bajo la marca Artemís.
Es también el municipio alicantino con mayor renta per cápita, con una renta neta media por persona de 23 205 euros en 2020 según datos del INE.

## Administración y política
| Elecciones municipales del 28 de mayo de 2023 |         |                         |       |         |            |            |
| Partido                                       | Partido | Candidato               | Votos | Votos   | Concejales | Concejales |
| Partido Popular                               |         | Manuel Juan Belda Pérez | 162   | 52,25 % | 4          | 1          |
| Partido Socialista del País Valenciano-PSOE   |         | Carlos Montava Moltó    | 95    | 30,64 % | 2          | -          |
| Vox                                           |         | -                       | 47    | 15,16 % | 1          | -          |
| Fuente: Ministerio del Interior (España).     |         |                         |       |         |            |            |

| Periodo   | Nombre                                                                     | Partido                        |
| --------- | -------------------------------------------------------------------------- | ------------------------------ |
| 1979-1983 | Fidel Jorda Vilaplana                                                      | Partido Comunista Español PCPE |
| 1983-1987 | Manuel Vilaplana Andrés                                                    | AP                             |
| 1987-1991 | Manuel Vilaplana Andrés                                                    | AP / PP                        |
| 1991-1995 | Manuel Vilaplana Andrés                                                    | PP                             |
| 1995-1999 | José Juan Guillén Blasco                                                   | PSPV-PSOE                      |
| 1999-2003 | Francisco Jordá Frau (1999-2002) María Rosario Recio Vilaplana (2002-2003) | PP                             |
| 2003-2007 | María Rosario Recio Vilaplana                                              | PP                             |
| 2007-2011 | María Rosario Recio Vilaplana                                              | PP                             |
| 2011-2015 | María Rosario Recio Vilaplana                                              | PP                             |
| 2015-2019 | Carlos Montava Moltó                                                       | PSPV-PSOE                      |
| 2019-2023 | Carlos Montava Moltó                                                       | PSPV-PSOE                      |
| 2023-act. | Manuel Juan Belda Pérez                                                    | PP                             |

## Monumentos y lugares de interés
- Iglesia de Santa Ana. Construcción blanca y terrosa, de esbelto campanario de tres cuerpos y edificada en el siglo XVI.
- Balneario. Edificio de interés arquitectónico. En 1847, aprovechando un manantial de aguas sulfurosas, se inauguró el balneario de la Fuente de Santa Ana, que estaría en funcionamiento hasta 1936.

## Fiestas locales
- Fiestas Patronales. Las religiosas se celebran en la segunda quincena de julio dedicadas a san Jaime, santa Ana y el Santísimo Cristo. Posteriormente en el primer fin de semana de agosto se celebran las fiestas populares con solemne procesión, entradas y cabalgatas de Moros y Cristianos, verbenas populares, teatros, etc.

## Imagen de satélite
- Benimarfull: . Fuente: WikiMapia